# Rosie Casals
Rosemary Casals detta Rosie (San Francisco, 16 settembre 1948) è un'ex tennista statunitense.

## Biografia
Campionessa di doppio, conquistò in carriera 12 tornei del Grande Slam, giungendo due volte in finale di singolare agli US Open, segnatamente nel 1970, venendo battuta da Margaret Smith Court, e nel 1971, venendo sconfitta da Billie Jean King. Con quest'ultima è ricordata come una delle fondatrici, nel 1973, della WTA.